# Monsieur Teste
Monsieur Teste, pubblicato in Italia inizialmente con il titolo Il signor Teste, è un romanzo di Paul Valéry pubblicato originariamente nel 1926, e poi ampliato postumamente nell'edizione definitiva del 1946.

## La Soirée avec Monsieur Teste
Il romanzo ha preso forma da un testo iniziale, La serata con il signor Teste (La Soirée avec Monsieur Teste), scritto nel 1895 e pubblicato per la prima volta nel 1896 in Le Centaure. Tale racconto, in cui il personaggio di Teste viene introdotto, è stato poi ripubblicato in diverse occasioni (1905-1906, 1919 e 1922). La prima traduzione, in lingua inglese, venne pubblicata nel 1922 col titolo The Evening with Mr Teste.

## Contenuti

### Prime edizioni
La prima edizione dell'opera conteneva i seguenti testi (il cosiddetto "Ciclo di Teste"):
- Prefazione (Préface): scritto nel 1925 in occasione della seconda traduzione in inglese
- La serata con il signor Teste (La Soirée avec Monsieur Teste)
- Lettera di un amico (Lettre d'un ami): pubblicato originalmente nell'estate del 1924 col titolo Lettre, poi come Lettre de Paul Valéry nel 1925, e successivamente come Lettre à un ami nel 1926[5]
- Lettera della signora Émilie Teste (Lettre de Madame Émilie Teste): apparso per la prima volta nell'autunno del 1924 col titolo Émilie Teste: Lettre, e poi ancora nel 1925 col titolo Madame Émilie Teste. Lettre à un ami
- Estratti del giornale di bordo del signor Teste (Extraits du log-book de Monsieur Teste): pubblicato originalmente nell'inverno del 1925 col titolo Edmonde Teste: Extraits de son Log Book

Nell'edizione delle Opere di Valéry del 1931, "Lettera di un amico" venne spostato in fondo al libro, posizione che venne mantenuta in tutte le edizioni successive.

### Edizione postuma
Nell'edizione Monsieur Teste di Gallimard del 1946, il "Ciclo di Teste" venne esteso con altri scritti, che Valéry aveva raccolto con l'intenzione di farne la base di una nuova edizione del libro:
- Prefazione
- La serata con il signor Teste
- Lettera della signora Émilie Teste
- Estratti del giornale di bordo del signor Teste
- Lettera di un amico
- La passeggiata con il signor Teste (La Promenade avec Monsieur Teste)
- Dialogo o nuovo frammento relativo al signor Teste (Dialogue ou nouveau fragment relatif à Monsieur Teste)
- Per un ritratto del signor Teste (Pour un portrait de Monsieur Teste)
- Qualche pensiero del signor Teste (Quelques pensées de Monsieur Teste)
- Fine del signor Teste (Fin de Monsieur Teste)

## Edizioni
- Paul Valéry, Monsieur Teste, L'Imaginaire, Gallimard, 2010, ISBN 978-2-07-027913-5.

- Paul Valéry, Il signor Teste, traduzione di Enrico Da Mola, Venezia, Edizioni del Cavallino, 1944.

- Paul Valéry, Monsieur Teste, traduzione di Libero Solaroli, Milano, Il saggiatore, 1961.